# Thelazia callipaeda
Espèce
Thelazia callipaeda est un ver nématode parasite, principale cause de thélaziose ou infection oculaire par un ver, chez les humains, les chiens et les chats . Il a été découvert pour la première fois dans les yeux d'un chien en 1910. En 2000, plus de 250 cas humains ont été répertoriés dans la littérature médicale.

## Hôtes
Outre les humains, les chiens et les chats, les hôtes définitifs de Thelazia callipaeda sont les loups (Canis lupus), le chien viverain (Nyctereutes procyonoides), le renard roux (Vulpes vulpes), et le lapin européen (Oryctolagus cuniculus). Cette espèce se rencontre en Allemagne, en Chine, en Corée, en France, en Inde, en Indonésie, en Italie, au Japon, aux Pays-Bas, en Russie, en Suisse, à Taïwan et en Thaïlande.
On a identifié deux hôtes intermédiaires assez éloignés : Amiota (Phortica) variegata (Diptera: Drosophilidae) en Europe, et Phortica okadai en Chine, qui se nourrit des larmes d'humains et de carnivores. Certaines données suggèrent que seuls les mâles de A. (P.) variegata transportent les larves de Thelazia callipaeda, alors que dans tous les cas de mouches hématophages, ce sont les femelles qui véhiculent les parasites.

## Cycle de vie
Les œufs de Thelazia callipaeda se développent durant le premier stade larvaire (L1), in utero, alors que la femelle est dans les tissus et internes et autour de l'œil de l'hôte définitif. La femelle dépose ses larves, alors encore contenues dans la membrane de l'œuf, dans les larmes (sécrétions lacrymales) de l'hôte. Lorsque la mouche lacrymophage (hôte intermédiaire) se nourrit, elle ingère les larves de T. callipaeda. Une fois dans la mouche, la larve L1 se dégage de la membrane de l'œuf et traverse la paroi intestinale. Elle reste dans l'hémolymphe (le liquide corporel de la mouche) pendant 2 jours, puis envahit soit les tissus adipeux, soit les testicules de la mouche. Dans ces tissus, la larve se développe jusqu'au troisième stade larvaire (L3). La L3 migre vers la tête de la larve et est relâchée dans ou à proximité de l'œil d'un autre mammifère lorsque la mouche se nourrit de nouveau. Une fois dans l'œil, les paupières, les glandes lacrymales ou les conduits lacrymaux de l'hôte Mammifère, les larves L3 se développent en stade L4 puis en adulte en environ 1 mois. La saison de résidence des stades L1 à L4 dans les sécrétions lacrymales des chiens naturellement infectés en Italie coïncident avec l'activité des mouches-vecteurs.

## Symptômes, diagnostic et traitement

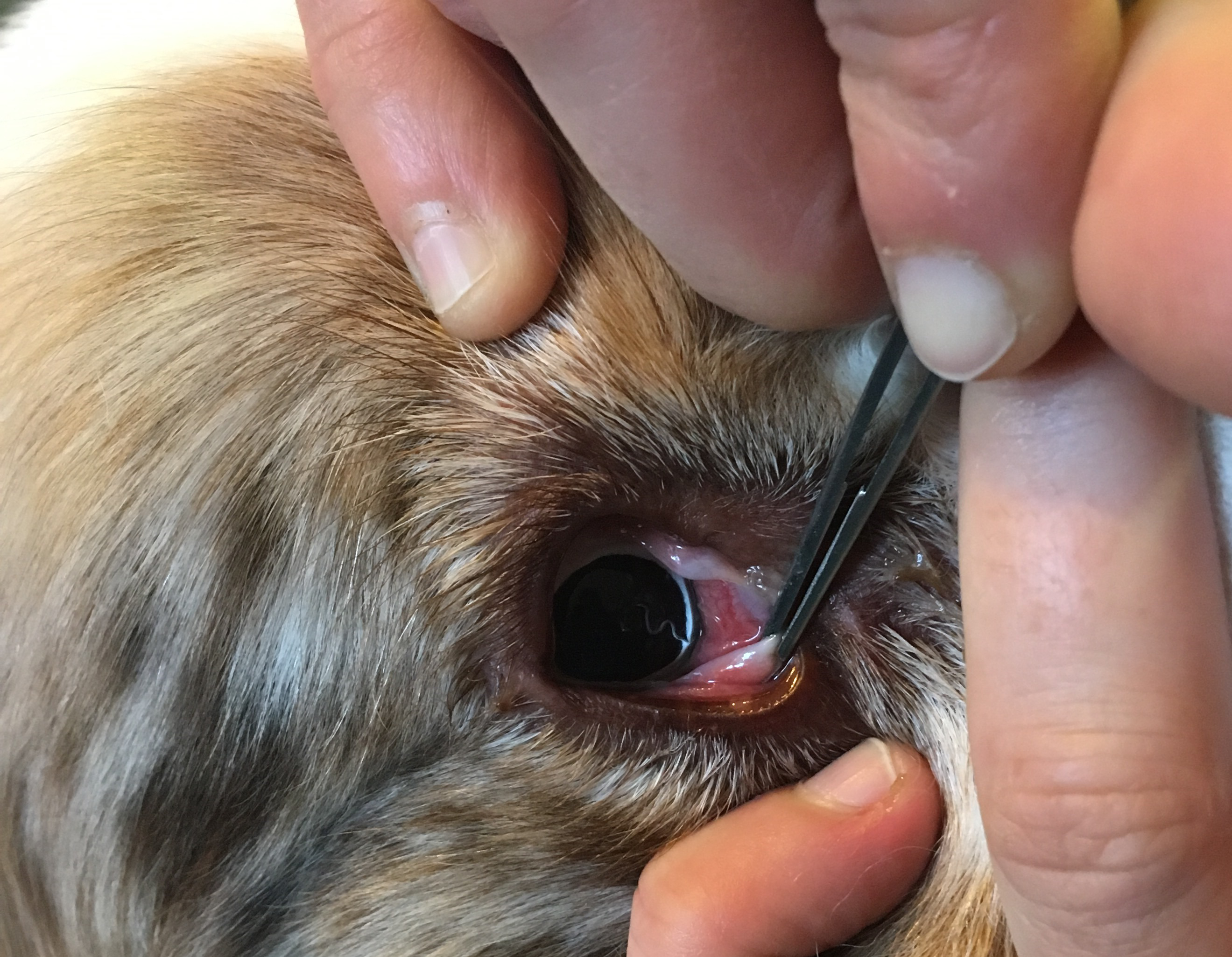
Thelazia callipaeda dans l'oeil d'un chien

Les symptômes d'une infection par T. callipaeda sont une conjonctivite, une production excessive de larmes, une détérioration de la vision, des ulcères et des rayures de la cornée. Dans certains cas, le seul symptôme est l'affection de la vue de l'hôte par un « bouchon flotteur ».
Le diagnostic est réalisé lorsqu'on trouve des vers adultes dans les yeux ou dans les tissus proches. Les cas humains sont traités par simple élimination des vers. Chez les canins, on recommande actuellement le traitement par imidaclopride avec moxidectine, ou par oxime de milbémycine.
La prévention de la thélaziose chez les chiens est possible par l’administration mensuelle d'une association d'oxime de milbémycine et d’afoxolaner (en) (NexGard Spectra).